# A Bit of Fry and Laurie
A Bit of Fry and Laurie è una serie televisiva comica andata in onda nel Regno Unito tra il 1989 e il 1995.

## Trama
La serie si compone di brevi sketch e gag comiche, dove il duo protagonista, interpretato dagli attori Stephen Fry e Hugh Laurie, fa sfoggio di una notevole abilità trasformista e di un bizzarro e sapiente uso della lingua inglese.

## Episodi
| Stagione         | Episodi | Prima TV originale |
| ---------------- | ------- | ------------------ |
| Prima stagione   | 7       | 1989               |
| Seconda stagione | 6       | 1990               |
| Terza stagione   | 6       | 1992               |
| Quarta stagione  | 7       | 1995               |

## Produzione
Hugh Laurie e Stephen Fry, amici sin dai tempi dell'università (entrambi avevano frequentato Cambridge) erano stati introdotti dalla comune amica Emma Thompson.

## Distribuzione
La serie è inedita in italiano.